# Collegio di Southampton Test
Southampton Test è un collegio elettorale inglese situato nell'Hampshire rappresentato alla Camera dei comuni del parlamento del Regno Unito. Elegge un membro del parlamento con il sistema maggioritario a turno unico; l'attuale parlamentare è Satvir Kaur del Partito Laburista, che rappresenta il collegio dal 2024.

## Estensione

Southampton Test dal 2010 al 2024

- 1950–1955: i ward del County Borough of Southampton di All Saints, Banister, Freemantle, Millbrook, St Nicholas, Shirley e Town e la parrocchia civile di Millbrook (che allora si trovava nel distretto rurale di Romsey and Stockbridge).[1]
- 1955–1983: i ward del County Borough of Southampton di Banister, Bargate, Bassett, Coxford, Freemantle, Millbrook, Portswood, Redbridge e Shirley.
- 1983–1997: i ward della Città di Southampton di Bassett, Coxford, Freemantle, Millbrook, Portswood, Redbridge e Shirley.
- 1997–2010: i ward della Città di Southampton di Coxford, Freemantle, Millbrook, Portswood, Redbridge, St Luke's e Shirley.[2]
- 2010-2024: i ward della Città di Southampton di Bevois, Coxford, Freemantle, Millbrook, Portswood, Redbridge e Shirley.
- dal 2024: i ward della Città di Southampton di Banister and Polygon, Bevois, Coxford, Freemantle, Millbrook, Portswood, Redbridge, Shirley e Swaythling.

Il collegio confina ad est con Southampton Itchen, a nord con Romsey and Southampton North e ad ovest con New Forest East.

## Storia
Il collegio fu creato per le elezioni generali del 1950, quando il precedente collegio di Southampton, che eleggeva due deputati, fu abolito. Anche se il nome del collegio fu mantenuto dopo il 1950, i confini furono poi modificati.
Horace King, dopo essere stato deputato per il collegio nella prima metà degli anni '50, divenne poi Speaker della Camera dei comuni per il Partito Laburista.
Southampton Test si rivelò essere un indicatore che rispecchiava i risultati nazionali dal 1966 al 2010, con l'eccezione del governo di minoranza di Harold Wilson dal febbraio all'ottobre 1974.

## Profilo
Il collegio copre la parte occidentale di Southampton e prende il nome dal fiume Test, uno dei due fiumi della città. Copre alcuni dei quartieri settentrionali, anche se Bassett Ward cessò di appartenere al collegio dal 1997, e le aree portuali occidentali, come anche le aree di edilizia sociale ad ovest. Tradizionalmente è il collegio più ricco tra i due della città, e prima del 2010 aveva più rappresentanti conservatori che il confinante Southampton Itchen — che prende il nome dall'altro fiume. L'area comprende l'Università di Southampton, anche se alcune residenze si trovano all'interno di Romsey and Southampton North o Southampton Itchen. I disoccupati in cerca di lavoro, nel novembre 2012, erano leggermente sotto la media nazionale (3,4% contro il 3,8% nazionale), con i dati provenienti da una statistica di The Guardian; si trova comunque sopra la media del Sud Est, che riporta un dato del 2,5%.
Il collegio include il campo da calcio del Southampton Football Club a St Mary's.

## Membri del Parlamento
| Elezione | Elezione            | Deputato       | Partito      |
| -------- | ------------------- | -------------- | ------------ |
|          | 1950                | Horace King    | Laburista    |
|          | 1955                | John Howard    | Conservatore |
| 1964     | John Fletcher-Cooke |                | Conservatore |
|          | 1966                | Bob Mitchell   | Laburista    |
|          | 1970                | James Hill     | Conservatore |
|          | Ott 1974            | Bryan Gould    | Laburista    |
|          | 1979                | James Hill     | Conservatore |
|          | 1997                | Alan Whitehead | Laburista    |
| 2024     | Satvir Kaur         |                | Laburista    |

## Elezioni

### Elezioni negli anni 2020
| Partito                    | Partito                                | Candidato                  | Risultati 4 luglio 2024 | Risultati 4 luglio 2024 |
| Partito                    | Partito                                | Candidato                  | Voti                    | %                       |
| -------------------------- | -------------------------------------- | -------------------------- | ----------------------- | ----------------------- |
|                            | Laburista                              | Satvir Kaur                | 15 945                  | 44,53                   |
|                            | Conservatore                           | Ben Burcombe-Filer         | 6 612                   | 18,47                   |
|                            | Reform UK                              | John Edwards               | 5 261                   | 14,69                   |
|                            | Verdi                                  | Katherine Barbour          | 3 594                   | 10,04                   |
|                            | Lib Dem                                | Thomas Gravatt             | 3 252                   | 9,08                    |
|                            | Workers                                | Wajahat Shaukat            | 775                     | 2,16                    |
|                            | TUSC                                   | Maggie Fricker             | 366                     | 1,02                    |
|                            |                                        |                            |                         |                         |
| Iscritti                   | Iscritti                               | Iscritti                   | 65 520                  | 100,00                  |
| ↳ Votanti (% su iscritti)  | ↳ Votanti (% su iscritti)              | ↳ Votanti (% su iscritti)  | 35 805                  | 54,65                   |
| ↳ Astenuti (% su iscritti) | ↳ Astenuti (% su iscritti)             | ↳ Astenuti (% su iscritti) | 29 715                  | 45,35                   |
|                            |                                        |                            |                         |                         |
|                            | Esito: collegio confermato a Laburista |                            |                         |                         |

### Elezioni negli anni 2010
| Partito                    | Partito                                | Candidato                  | Risultati 12 dicembre 2019 | Risultati 12 dicembre 2019 |
| Partito                    | Partito                                | Candidato                  | Voti                       | %                          |
| -------------------------- | -------------------------------------- | -------------------------- | -------------------------- | -------------------------- |
|                            | Laburista                              | Alan Whitehead             | 22 256                     | 49,46                      |
|                            | Conservatore                           | Steven Galton              | 16 043                     | 35,66                      |
|                            | Lib Dem                                | Joe Richards               | 3 449                      | 7,67                       |
|                            | Brexit                                 | Philip Crook               | 1 591                      | 3,54                       |
|                            | Verdi                                  | Katherine Barbour          | 1 433                      | 3,18                       |
|                            | Indipendente                           | Kev Barry                  | 222                        | 0,49                       |
|                            |                                        |                            |                            |                            |
| Iscritti                   | Iscritti                               | Iscritti                   | 70 113                     | 100,00                     |
| ↳ Votanti (% su iscritti)  | ↳ Votanti (% su iscritti)              | ↳ Votanti (% su iscritti)  | 44 994                     | 64,17                      |
| ↳ Astenuti (% su iscritti) | ↳ Astenuti (% su iscritti)             | ↳ Astenuti (% su iscritti) | 25 119                     | 35,83                      |
|                            |                                        |                            |                            |                            |
|                            | Esito: collegio confermato a Laburista |                            |                            |                            |

| Partito                    | Partito                                | Candidato                  | Risultati 8 giugno 2017 | Risultati 8 giugno 2017 |
| Partito                    | Partito                                | Candidato                  | Voti                    | %                       |
| -------------------------- | -------------------------------------- | -------------------------- | ----------------------- | ----------------------- |
|                            | Laburista                              | Alan Whitehead             | 27 509                  | 58,65                   |
|                            | Conservatore                           | Paul Holmes                | 16 006                  | 34,13                   |
|                            | Lib Dem                                | Thomas Gravatt             | 1 892                   | 4,03                    |
|                            | Indipendente                           | Andrew Pope                | 816                     | 1,74                    |
|                            | Indipendente                           | Keith Morrell              | 680                     | 1,45                    |
|                            |                                        |                            |                         |                         |
| Iscritti                   | Iscritti                               | Iscritti                   | 70 221                  | 100,00                  |
| ↳ Votanti (% su iscritti)  | ↳ Votanti (% su iscritti)              | ↳ Votanti (% su iscritti)  | 46 908                  | 66,80                   |
| ↳ Astenuti (% su iscritti) | ↳ Astenuti (% su iscritti)             | ↳ Astenuti (% su iscritti) | 23 313                  | 33,20                   |
|                            |                                        |                            |                         |                         |
|                            | Esito: collegio confermato a Laburista |                            |                         |                         |

| Partito                    | Partito                                | Candidato                  | Risultati 7 maggio 2015 | Risultati 7 maggio 2015 |
| Partito                    | Partito                                | Candidato                  | Voti                    | %                       |
| -------------------------- | -------------------------------------- | -------------------------- | ----------------------- | ----------------------- |
|                            | Laburista                              | Alan Whitehead             | 18 017                  | 41,27                   |
|                            | Conservatore                           | Jeremy Moulton             | 14 207                  | 32,55                   |
|                            | UKIP                                   | Pearline Hingston          | 5 566                   | 12,75                   |
|                            | Verdi                                  | Angela Mawle               | 2 568                   | 5,88                    |
|                            | Lib Dem                                | Adrian Ford                | 2 121                   | 4,86                    |
|                            | Indipendente                           | Chris Davis                | 770                     | 1,76                    |
|                            | TUSC                                   | Nick Chaffey               | 403                     | 0,92                    |
|                            |                                        |                            |                         |                         |
| Iscritti                   | Iscritti                               | Iscritti                   | 70 293                  | 100,00                  |
| ↳ Votanti (% su iscritti)  | ↳ Votanti (% su iscritti)              | ↳ Votanti (% su iscritti)  | 43 652                  | 62,10                   |
| ↳ Astenuti (% su iscritti) | ↳ Astenuti (% su iscritti)             | ↳ Astenuti (% su iscritti) | 26 641                  | 37,90                   |
|                            |                                        |                            |                         |                         |
|                            | Esito: collegio confermato a Laburista |                            |                         |                         |

| Partito                    | Partito                                | Candidato                  | Risultati 6 maggio 2010 | Risultati 6 maggio 2010 |
| Partito                    | Partito                                | Candidato                  | Voti                    | %                       |
| -------------------------- | -------------------------------------- | -------------------------- | ----------------------- | ----------------------- |
|                            | Laburista                              | Alan Whitehead             | 17 001                  | 38,59                   |
|                            | Conservatore                           | Jeremy Moulton             | 14 588                  | 33,11                   |
|                            | Lib Dem                                | Dave Callaghan             | 9 865                   | 22,39                   |
|                            | UKIP                                   | Pearline Hingston          | 1 726                   | 3,92                    |
|                            | Verdi                                  | Chris Bluemel              | 881                     | 2,00                    |
|                            |                                        |                            |                         |                         |
| Iscritti                   | Iscritti                               | Iscritti                   | 71 965                  | 100,00                  |
| ↳ Votanti (% su iscritti)  | ↳ Votanti (% su iscritti)              | ↳ Votanti (% su iscritti)  | 44 187                  | 61,40                   |
| ↳ Astenuti (% su iscritti) | ↳ Astenuti (% su iscritti)             | ↳ Astenuti (% su iscritti) | 27 778                  | 38,60                   |
|                            |                                        |                            |                         |                         |
|                            | Esito: collegio confermato a Laburista |                            |                         |                         |

### Elezioni negli anni 2000
| Partito                    | Partito                                | Candidato                  | Risultati 5 maggio 2005 | Risultati 5 maggio 2005 |
| Partito                    | Partito                                | Candidato                  | Voti                    | %                       |
| -------------------------- | -------------------------------------- | -------------------------- | ----------------------- | ----------------------- |
|                            | Laburista                              | Alan Whitehead             | 17 845                  | 42,71                   |
|                            | Conservatore                           | Stephen MacLoughlin        | 10 827                  | 25,91                   |
|                            | Lib Dem                                | Steve Sollitt              | 10 368                  | 24,81                   |
|                            | Verdi                                  | John Spottiswoode          | 1 482                   | 3,55                    |
|                            | UKIP                                   | Peter Day                  | 1 261                   | 3,02                    |
|                            |                                        |                            |                         |                         |
| Iscritti                   | Iscritti                               | Iscritti                   | 77 808                  | 100,00                  |
| ↳ Votanti (% su iscritti)  | ↳ Votanti (% su iscritti)              | ↳ Votanti (% su iscritti)  | 41 783                  | 53,70                   |
| ↳ Astenuti (% su iscritti) | ↳ Astenuti (% su iscritti)             | ↳ Astenuti (% su iscritti) | 36 025                  | 46,30                   |
|                            |                                        |                            |                         |                         |
|                            | Esito: collegio confermato a Laburista |                            |                         |                         |

| Partito                    | Partito                                | Candidato                  | Risultati 7 giugno 2001 | Risultati 7 giugno 2001 |
| Partito                    | Partito                                | Candidato                  | Voti                    | %                       |
| -------------------------- | -------------------------------------- | -------------------------- | ----------------------- | ----------------------- |
|                            | Laburista                              | Alan Whitehead             | 21 824                  | 52,49                   |
|                            | Conservatore                           | Richard Gueterbock         | 10 617                  | 25,54                   |
|                            | Lib Dem                                | John Shaw                  | 7 522                   | 18,09                   |
|                            | UKIP                                   | Garry Rankin-Moore         | 792                     | 1,90                    |
|                            | Alleanza Socialista                    | Mark Abel                  | 442                     | 1,06                    |
|                            | Laburista Socialista                   | Paramjit Bahia             | 378                     | 0,91                    |
|                            |                                        |                            |                         |                         |
| Iscritti                   | Iscritti                               | Iscritti                   | 73 845                  | 100,00                  |
| ↳ Votanti (% su iscritti)  | ↳ Votanti (% su iscritti)              | ↳ Votanti (% su iscritti)  | 41 575                  | 56,30                   |
| ↳ Astenuti (% su iscritti) | ↳ Astenuti (% su iscritti)             | ↳ Astenuti (% su iscritti) | 32 270                  | 43,70                   |
|                            |                                        |                            |                         |                         |
|                            | Esito: collegio confermato a Laburista |                            |                         |                         |

## Risultati dei referendum

### Referendum sulla permanenza del Regno Unito nell'Unione europea del 2016
|             | Collegio         | Lasciare UE % | Rimanere in UE % |
| ----------- | ---------------- | ------------- | ---------------- |
|             | Southampton Test | 50,6%         | 49,4%            |
| Inghilterra | 53,3%            | 46,7%         |                  |
| Regno Unito | 51,9%            | 48,1%         |                  |